# Saint-Clément (Gard)
Saint-Clément (okzitanisch: Sent Clement) ist eine französische Gemeinde mit 347 Einwohnern (Stand: 1. Januar 2022) im Département Gard in der Region Okzitanien (vor 2016: Languedoc-Roussillon). Sie gehört zum Arrondissement Nîmes und zum Kanton Calvisson. Die Einwohner werden Saint-Clémentois genannt.

## Geografie
Saint-Clément liegt etwa 26 Kilometer westlich von Nîmes und etwa 27 Kilometer nordnordöstlich von Montpellier. Umgeben wird Saint-Clément von den Nachbargemeinden Gailhan im Norden und Osten, Aspères im Süden sowie Carnas im Westen.

## Bevölkerungsentwicklung
| Jahr                       | 1962 | 1968 | 1975 | 1982 | 1990 | 1999 | 2006 | 2020 |
| -------------------------- | ---- | ---- | ---- | ---- | ---- | ---- | ---- | ---- |
| Einwohner                  | 160  | 150  | 126  | 113  | 122  | 140  | 235  | 354  |
| Quellen: Cassini und INSEE |      |      |      |      |      |      |      |      |

## Sehenswürdigkeiten

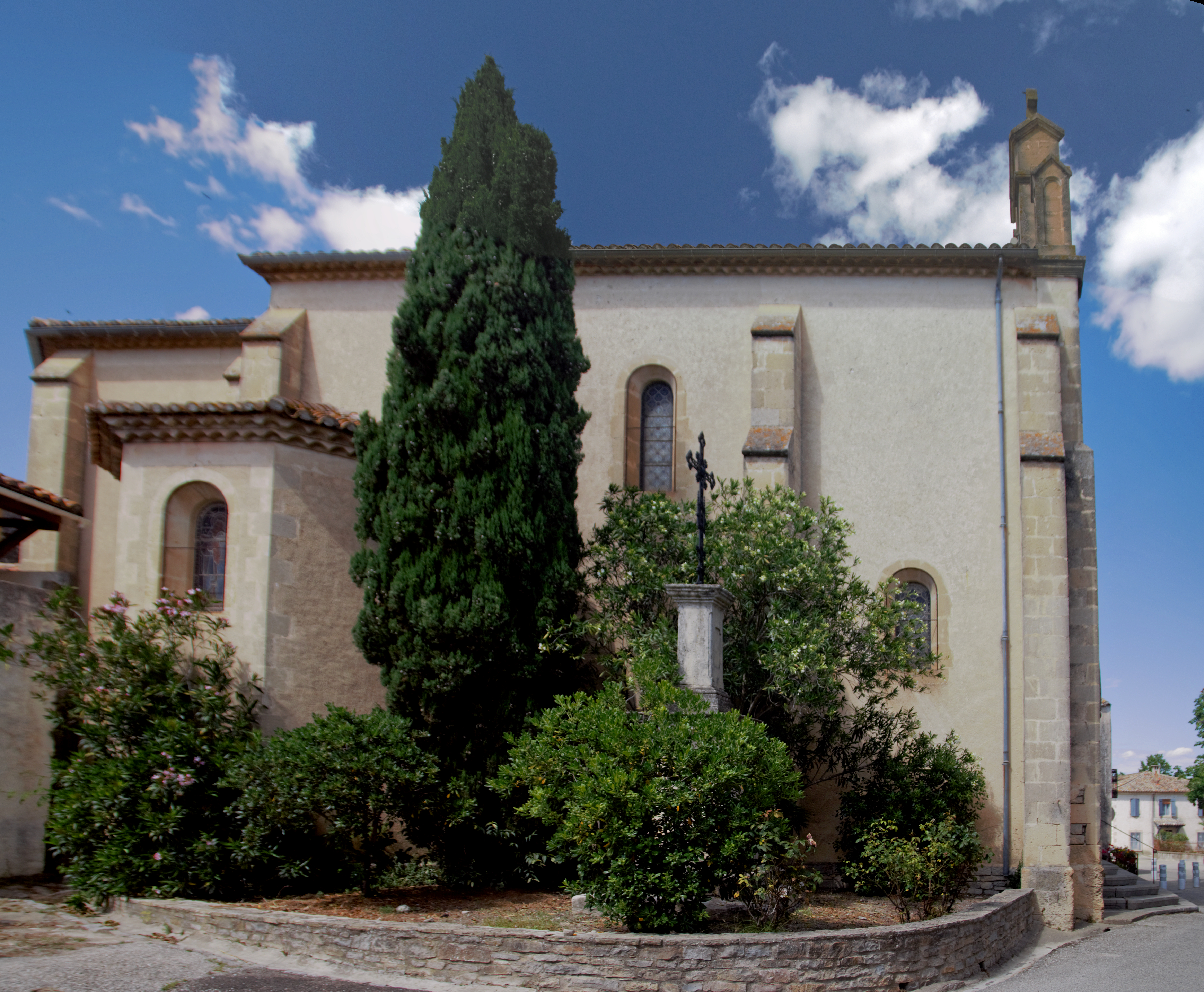
Kirche Saint-Clément
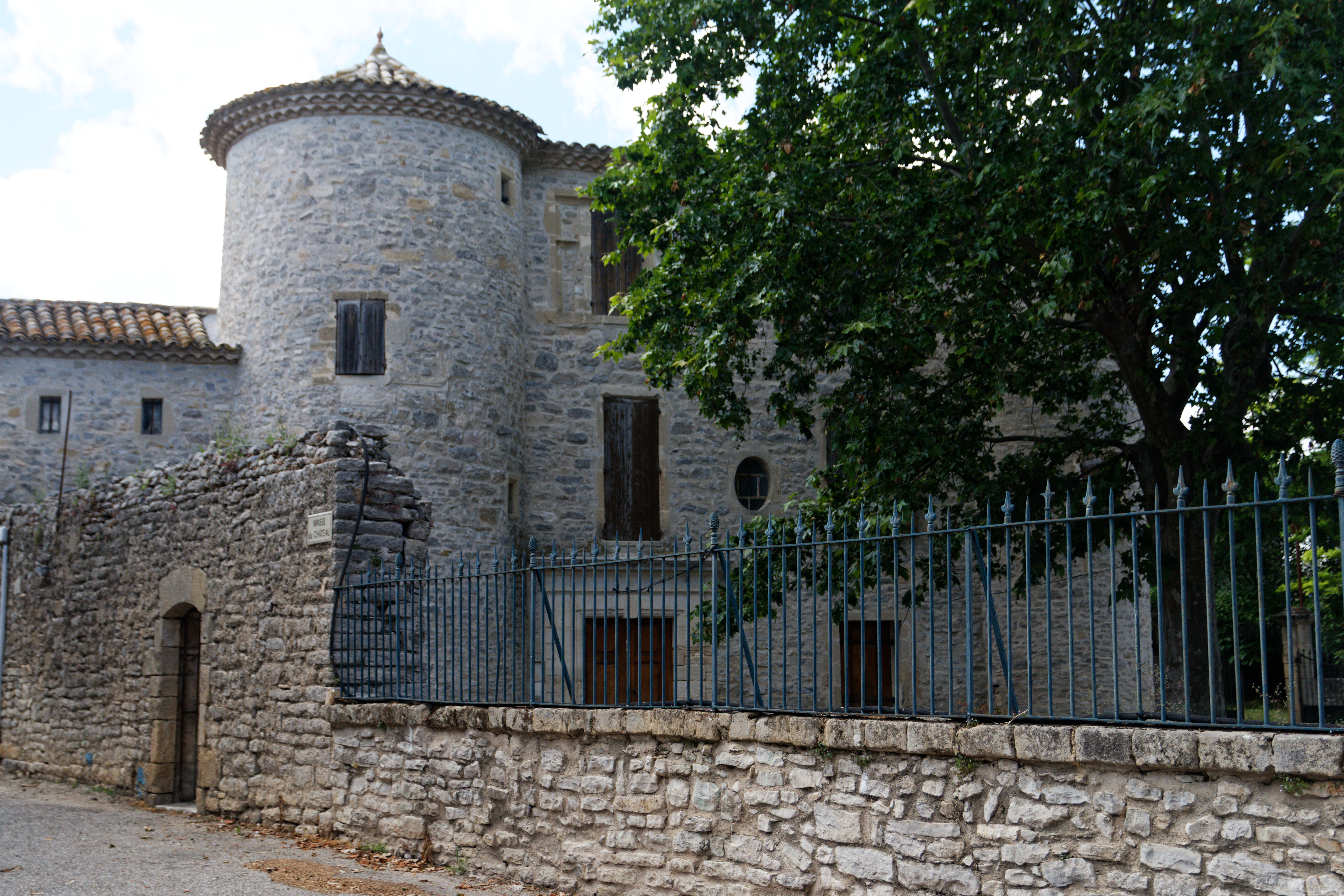
Schloss Saint-Clément
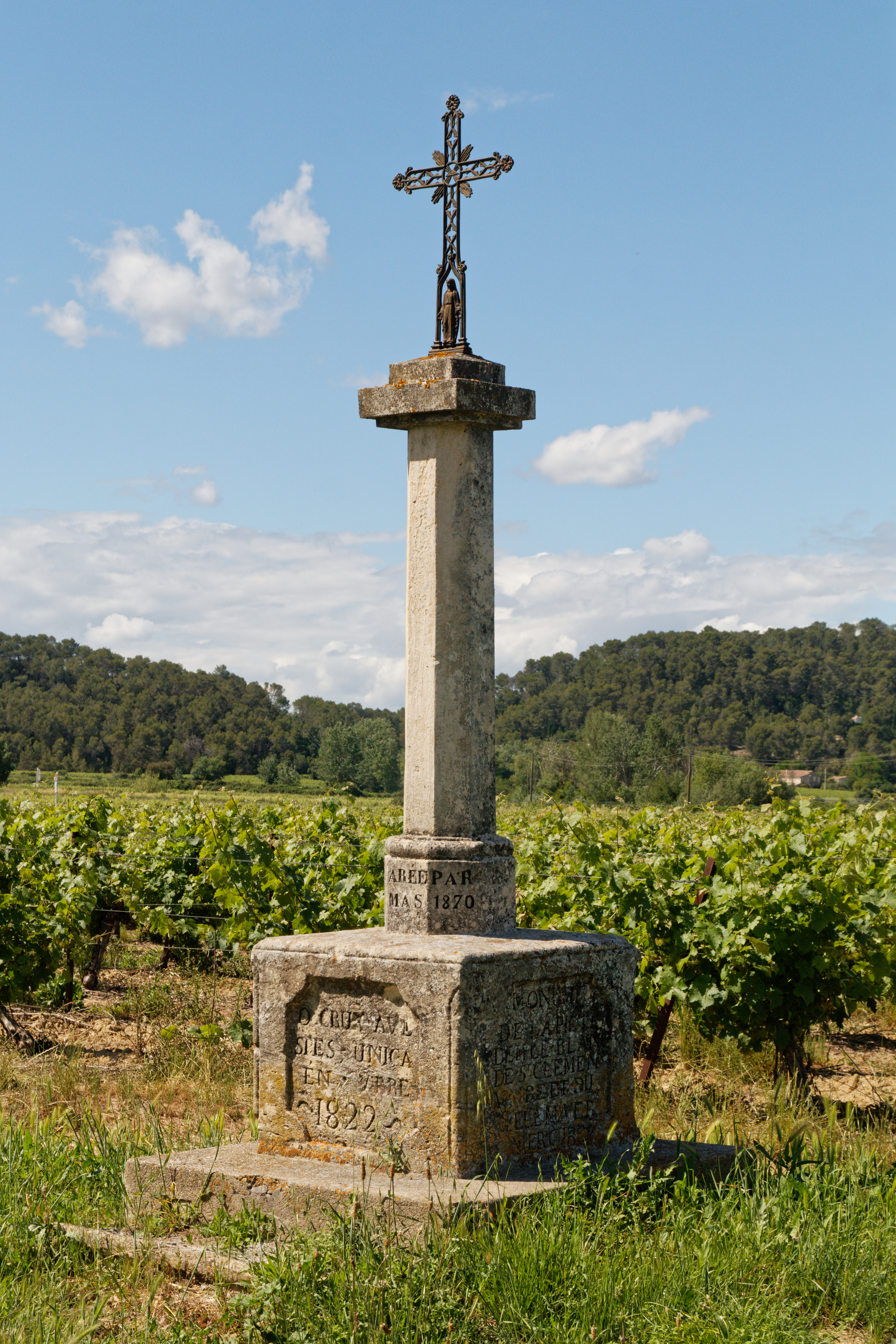
Missionskreuz
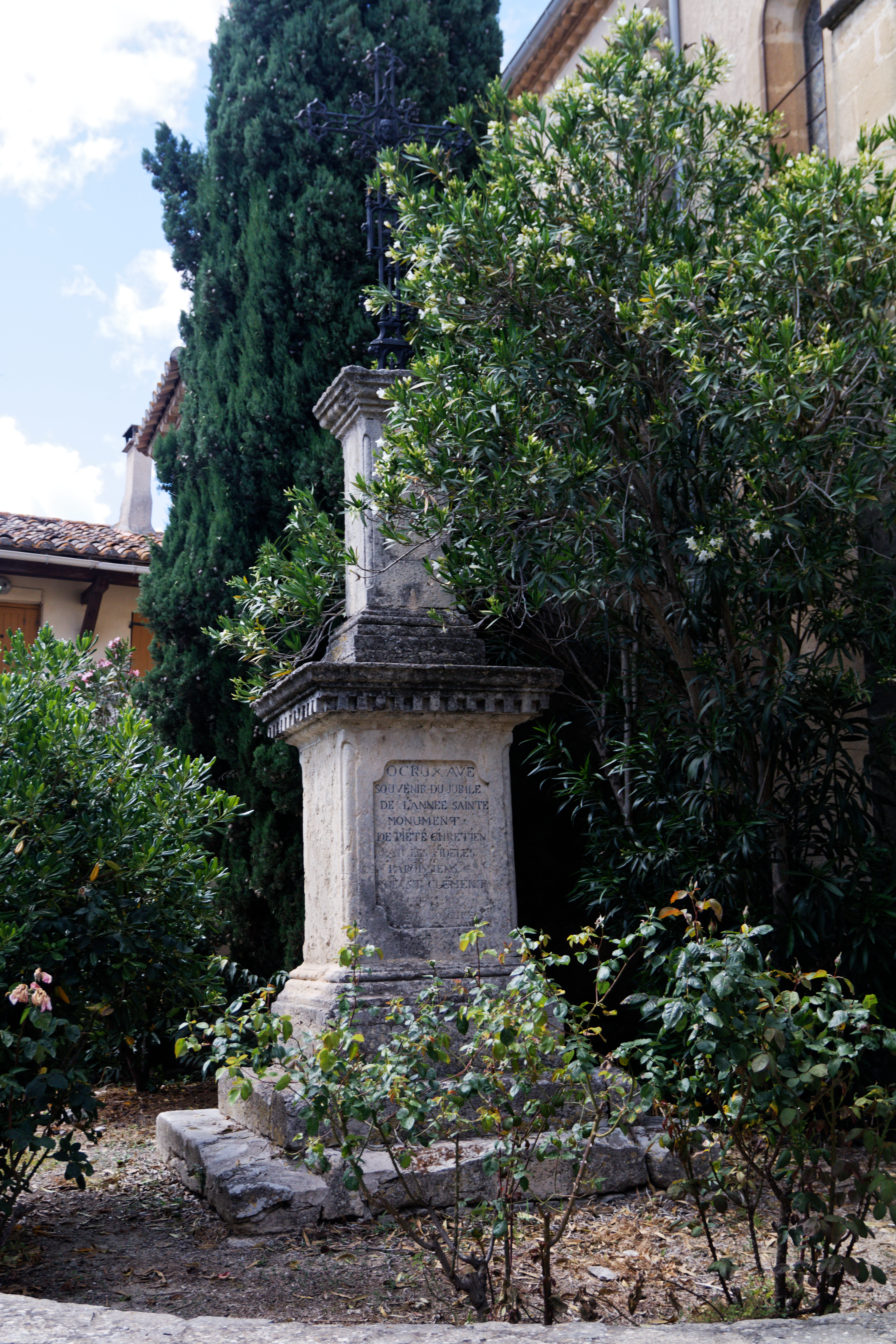
Jubiläumskreuz
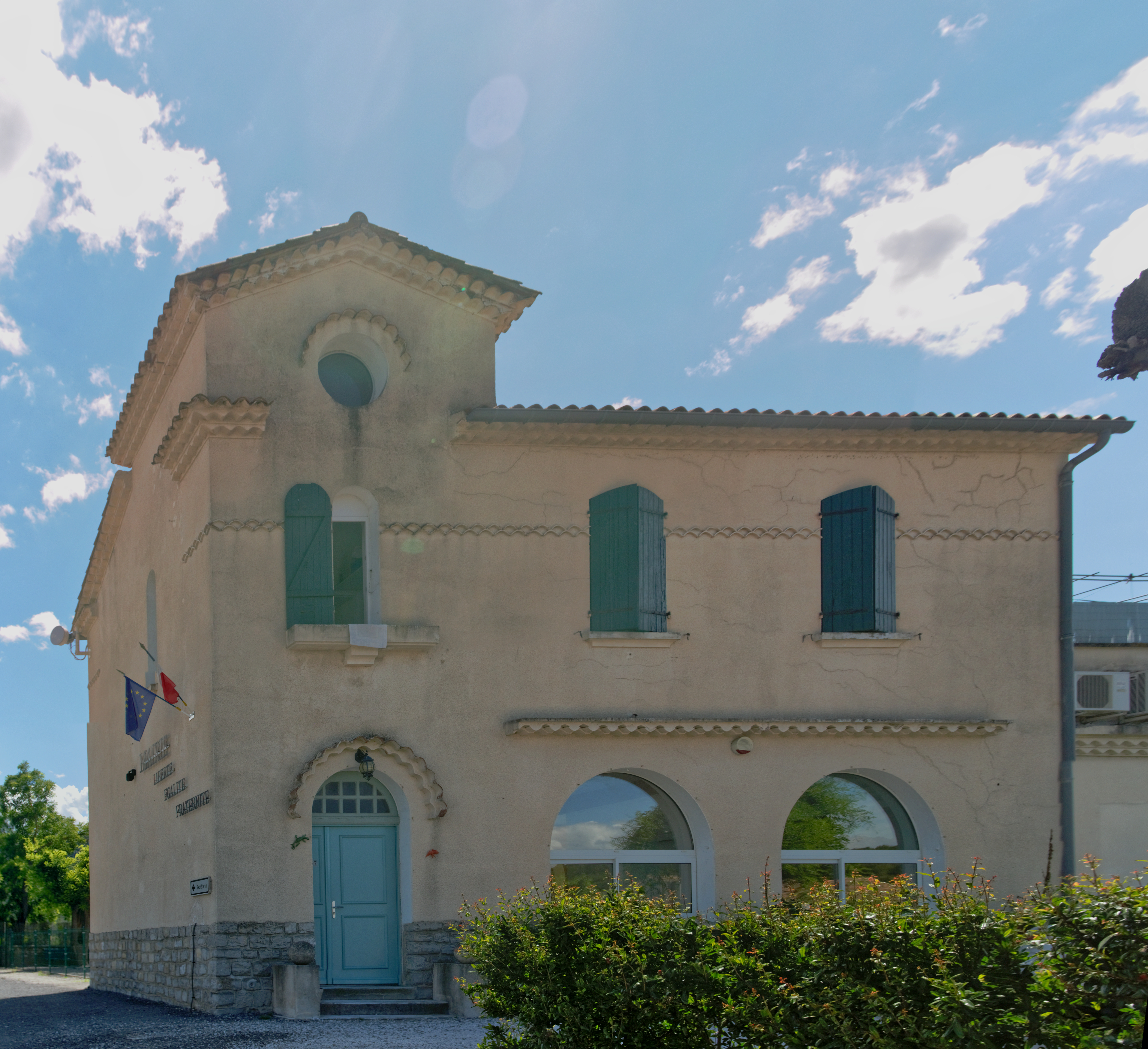
Rathaus